# ام‌وی لیسبون
ام‌وی لیسبون (به انگلیسی: MV Lisboa) یک کشتی است.